# Coppa del mondo di atletica leggera 1977
La prima edizione della Coppa del mondo di atletica leggera si disputò dal 2 al 4 settembre 1977 al Rheinstadion di Düsseldorf, nell'allora Germania Ovest.
Parteciparono le squadre nazionali degli Stati Uniti d'America e delle prime due squadre classificate alla Coppa Europa dello stesso anno, vale a dire Germania Est e Germania Ovest per le gare maschili, Germania Est e Unione Sovietica per quelle femminili, oltre alle selezioni continentali di Europa, Africa, Asia, Americhe e Oceania.
La Germania Est giunse al primo posto nella classifica maschile, mentre la competizione femminile vide il successo della selezione europea.

## Risultati

### 100 m
| Pos. | Sq. | Atleta                | Ris.  |
| ---- | --- | --------------------- | ----- |
| 1    | USA | Steve Williams        | 10.13 |
| 2    | DDR | Eugen Ray             | 10.15 |
| 3    | AME | Silvio Leonard        | 10.19 |
| 4    | EUR | Pietro Mennea         | 10.37 |
| 5    | RFA | Werner Bastians       | 10.57 |
| 6    | ASI | Suchart Chairsuvaparb | 10.67 |
| 7    | AFR | Amadou Meité          | 10.70 |
| 8    | OCE | Paul Narracott        | 10.71 |

| Pos. | Sq. | Atleta              | Ris.  |
| ---- | --- | ------------------- | ----- |
| 1    | DDR | Marlies Oelsner     | 11.16 |
| 2    | EUR | Sonia Lannaman      | 11.26 |
| 3    | AME | Silvia Chivás       | 11.34 |
| 4    | URS | Ljudmila Storožkova | 11.40 |
| 5    | USA | Evelyn Ashford      | 11.48 |
| 6    | AFR | Uti Ufon-Uko        | 11.62 |
| 7    | OCE | Denise Robertson    | 11.89 |
| 8    | ASI | Lee Eun-Ja          | 12.21 |

### 200 m
| Pos. | Sq. | Atleta         | Ris.  |
| ---- | --- | -------------- | ----- |
| 1    | USA | Clancy Edwards | 20.17 |
| 2    | EUR | Pietro Mennea  | 20.17 |
| 3    | AME | Silvio Leonard | 20.30 |
| 4    | DDR | Eugen Ray      | 20.57 |
| 5    | RFA | Bernd Sattler  | 20.98 |
| 6    | ASI | Toshio Toyota  | 21.24 |
| 7    | AFR | Degnan Kablan  | 21.26 |
| 8    | OCE | Colin McQueen  | 21.75 |

| Pos. | Sq. | Atleta              | Ris.  |
| ---- | --- | ------------------- | ----- |
| 1    | EUR | Irena Szewińska     | 22.72 |
| 2    | DDR | Bärbel Wöckel       | 23.02 |
| 3    | URS | Tat'jana Proročenko | 23.26 |
| 4    | USA | Evelyn Ashford      | 23.41 |
| 5    | AME | Silvia Chivás       | 23.45 |
| 6    | OCE | Denise Robertson    | 23.82 |
| 7    | AFR | Uti Ufon-Uko        | 24.17 |
| 8    | ASI | Emiko Konishi       | 25.22 |

### 400 m
| Pos. | Sq. | Atleta                 | Ris.  |
| ---- | --- | ---------------------- | ----- |
| 1    | AME | Alberto Juantorena     | 45.36 |
| 2    | DDR | Volker Beck            | 45.50 |
| 3    | USA | Robert Taylor          | 45.57 |
| 4    | EUR | Ryszard Podlas         | 45.60 |
| 5    | RFA | Franz-Peter Hofmeister | 45.78 |
| 6    | ASI | Uday Khrishna Pradhu   | 47.75 |
|      | AFR | Felix Imadiyi          | DNS   |
|      | OCE | Rick Mitchell          | DNS   |

| Pos. | Sq. | Atleta          | Ris.  |
| ---- | --- | --------------- | ----- |
| 1    | EUR | Irena Szewińska | 49.52 |
| 2    | DDR | Marita Koch     | 49.76 |
| 3    | URS | Marina Sidorova | 51.29 |
| 4    | USA | Sharon Dabney   | 51.96 |
| 5    | AME | Aurelia Pentón  | 52.33 |
| 6    | OCE | Verna Burnard   | 52.57 |
| 7    | AFR | Ruth Waithera   | 53.90 |
| 8    | ASI | Than Than       | 55.88 |

### 800 m
| Pos. | Sq. | Atleta             | Ris.    |
| ---- | --- | ------------------ | ------- |
| 1    | AME | Alberto Juantorena | 1:44.04 |
| 2    | AFR | Mike Boit          | 1:44.14 |
| 3    | RFA | Willi Wülbeck      | 1:45.47 |
| 4    | USA | Mark Enyeart       | 1:45.52 |
| 5    | EUR | Jozef Plachý       | 1:45.53 |
| 6    | OCE | John Hingham       | 1:46.15 |
| 7    | DDR | Olaf Beyer         | 1:46.59 |
| 8    | ASI | Sri Ram Singh      | 1:47.28 |

| Pos. | Sq. | Atleta              | Ris.    |
| ---- | --- | ------------------- | ------- |
| 1    | EUR | Totka Petrova       | 1:59.20 |
| 2    | DDR | Christine Liebetrau | 1:59.47 |
| 3    | URS | Svetlana Styrkina   | 1:59.72 |
| 4    | AME | Anne Mackie-Morelli | 2:02.45 |
| 5    | USA | Sue Latter          | 2:05.0  |
| 6    | AFR | Rose Tata           | 2:07.5  |
| 7    | OCE | Phyllis Lazarakis   | 2:07.07 |
| 8    | ASI | Pazit Fabian        | 2:12.9  |

### 1500 m
| Pos. | Sq. | Atleta               | Ris.    |
| ---- | --- | -------------------- | ------- |
| 1    | EUR | Steve Ovett          | 3:34.45 |
| 2    | RFA | Thomas Wessinghage   | 3:35.98 |
| 3    | DDR | Jürgen Straub        | 3:37.5  |
| 4    | AFR | Abderrahmane Morceli | 3:37.8  |
| 5    | ASI | Takahashi Ishii      | 3:38.2  |
| 6    | AME | Dave Hill            | 3:39.2  |
| 7    | USA | Steve Scott          | 3:44.0  |
|      | OCE | John Walker          | DNF     |

| Pos. | Sq. | Atleta             | Ris.    |
| ---- | --- | ------------------ | ------- |
| 1    | URS | Tat'jana Kazankina | 4:12.74 |
| 2    | USA | Francie Larrieu    | 4:13.00 |
| 3    | DDR | Ulrike Bruns       | 4:13.1  |
| 4    | EUR | Natalia Marasescu  | 4:13.1  |
| 5    | AME | Penny Werthner     | 4:14.6  |
| 6    | AFR | Sakina Boutamine   | 4:18.5  |
| 7    | ASI | Junko Yoshitomi    | 4:24.8  |
| 8    | OCE | Anne Garrett       | 4:31.5  |

### 5000 m / 3000 m
| Pos. | Sq. | Atleta            | Ris.     |
| ---- | --- | ----------------- | -------- |
| 1    | AFR | Miruts Yifter     | 13:13.82 |
| 2    | USA | Martin Liquori    | 13:15.06 |
| 3    | OCE | David Fitzsimons  | 13:17.42 |
| 4    | EUR | Nick Rose         | 13:20.35 |
| 5    | DDR | Manfred Kuschmann | 13:24.98 |
| 6    | RFA | Karl Fleschen     | 13:31.7  |
| 7    | ASI | Hideki Kita       | 13:40.4  |
| 8    | AME | Domingo Tibaduíza | 14:13.3  |

| Pos. | Sq. | Atleta             | Ris.    |
| ---- | --- | ------------------ | ------- |
| 1    | EUR | Grete Waitz        | 8:43.5  |
| 2    | URS | Ljudmila Bragina   | 8:46.3  |
| 3    | USA | Jane Merrill       | 8:46.6  |
| 4    | DDR | Ulrike Bruns       | 8:49.2  |
| 5    | OCE | Angela Cook        | 9:14.6  |
| 6    | AME | Debbie Scott       | 9:18.7  |
| 7    | AFR | Elizabeth Cheptum  | 9:22.1  |
| 8    | ASI | Kandasamy Jayamani | 10:10.5 |

### 10000 m
| \| Pos. \| Sq. \| Atleta \| Ris. \| \| ---- \| --- \| --------------- \| ------- \| \| 1 \| AFR \| Miruts Yifter \| 28:32.3 \| \| 2 \| DDR \| Jörg Peter \| 28:34.0 \| \| 3 \| EUR \| Jos Hermens \| 28:35.0 \| \| 4 \| RFA \| Detlef Uhlemann \| 28:38.7 \| \| 5 \| AME \| Rodolfo Gómez \| 28:45.5 \| \| 6 \| USA \| Frank Shorter \| 28:52.5 \| \| 7 \| ASI \| Toshiaki Kamata \| 28:56.3 \| \| \| OCE \| Chris Wardlaw \| DNF \| |     |                 |         |
| Pos. | Sq. | Atleta          | Ris.    |
| 1 | AFR | Miruts Yifter   | 28:32.3 |
| 2 | DDR | Jörg Peter      | 28:34.0 |
| 3 | EUR | Jos Hermens     | 28:35.0 |
| 4 | RFA | Detlef Uhlemann | 28:38.7 |
| 5 | AME | Rodolfo Gómez   | 28:45.5 |
| 6 | USA | Frank Shorter   | 28:52.5 |
| 7 | ASI | Toshiaki Kamata | 28:56.3 |
| | OCE | Chris Wardlaw   | DNF     |

### 3000 m siepi
| \| Pos. \| Sq. \| Atleta \| Ris. \| \| ---- \| --- \| ----------------- \| ------ \| \| 1 \| RFA \| Michael Karst \| 8:21.6 \| \| 2 \| AFR \| Eshetu Tura \| 8:22.5 \| \| 3 \| USA \| George Malley \| 8:25.2 \| \| 4 \| OCE \| Euan Robertson \| 8:25.5 \| \| 5 \| DDR \| Frank Baumgartl \| 8:26.4 \| \| 6 \| ASI \| Masanari Shintaku \| 8:48.7 \| \| 7 \| AME \| Carlos Martínez \| 8:58.7 \| \| \| EUR \| Dan Glans \| DNF \| |     |                   |        |
| Pos. | Sq. | Atleta            | Ris.   |
| 1 | RFA | Michael Karst     | 8:21.6 |
| 2 | AFR | Eshetu Tura       | 8:22.5 |
| 3 | USA | George Malley     | 8:25.2 |
| 4 | OCE | Euan Robertson    | 8:25.5 |
| 5 | DDR | Frank Baumgartl   | 8:26.4 |
| 6 | ASI | Masanari Shintaku | 8:48.7 |
| 7 | AME | Carlos Martínez   | 8:58.7 |
| | EUR | Dan Glans         | DNF    |

### 110/100 m ostacoli
| Pos. | Sq. | Atleta            | Ris.  |
| ---- | --- | ----------------- | ----- |
| 1    | DDR | Thomas Munkelt    | 13.41 |
| 2    | AME | Alejandro Casañas | 13.50 |
| 3    | USA | Charles Foster    | 13.51 |
| 4    | EUR | Jan Pusty         | 13.66 |
| 5    | AFR | Godwin Obasogie   | 13.95 |
| 6    | RFA | Dieter Gebhard    | 14.09 |
| 7    | OCE | Warren Parr       | 14.23 |
| 8    | ASI | Ishtaq Mubarak    | 14.37 |

| Pos. | Sq. | Atleta               | Ris.  |
| ---- | --- | -------------------- | ----- |
| 1    | EUR | Grażyna Rabsztyn     | 12.70 |
| 2    | DDR | Johanna Klier        | 12.86 |
| 3    | URS | Ljubov' Nikitenko    | 12.87 |
| 4    | ASI | Esther Roth          | 13.26 |
| 5    | USA | Patty Van Wolvelaere | 13.54 |
| 6    | AME | Joanne McLeod        | 14.00 |
| 7    | AFR | Modupe Oshikoya      | 14.02 |
| 8    | OCE | Glynis Nunn          | 14.75 |

### 400 m ostacoli
| \| Pos. \| Sq. \| Atleta \| Ris. \| \| ---- \| --- \| ---------------- \| ----- \| \| 1 \| USA \| Edwin Moses \| 47.58 \| \| 2 \| DDR \| Volker Beck \| 48.83 \| \| 3 \| RFA \| Harald Schmid \| 48.85 \| \| 4 \| EUR \| Alan Pascoe \| 49.73 \| \| 5 \| AFR \| Peter Rwamuhanda \| 50.48 \| \| 6 \| OCE \| Garry Brown \| 50.89 \| \| 7 \| AME \| Dámaso Alfonso \| 50.95 \| \| 8 \| ASI \| Takashi Nagao \| 52.10 \| |     |                  |       |
| Pos. | Sq. | Atleta           | Ris.  |
| 1 | USA | Edwin Moses      | 47.58 |
| 2 | DDR | Volker Beck      | 48.83 |
| 3 | RFA | Harald Schmid    | 48.85 |
| 4 | EUR | Alan Pascoe      | 49.73 |
| 5 | AFR | Peter Rwamuhanda | 50.48 |
| 6 | OCE | Garry Brown      | 50.89 |
| 7 | AME | Dámaso Alfonso   | 50.95 |
| 8 | ASI | Takashi Nagao    | 52.10 |

### Salto in alto
| Pos. | Sq. | Atleta            | Ris. |
| ---- | --- | ----------------- | ---- |
| 1    | DDR | Rolf Beilschmidt  | 2.30 |
| 2    | USA | Dwight Stones     | 2.27 |
| 3    | EUR | Jacek Wszoła      | 2.24 |
| 4    | RFA | Carlo Thränhardt  | 2.21 |
| 5    | AFR | Paul Ngadjadoum   | 2.15 |
| 6    | AME | Richard Spencer   | 2.15 |
| 7    | OCE | Gordon Windeyer   | 2.10 |
| 7    | ASI | Temou Ali Ghiassi | 2.10 |

| Pos. | Sq. | Atleta              | Ris. |
| ---- | --- | ------------------- | ---- |
| 1    | DDR | Rosemarie Ackermann | 1.98 |
| 2    | EUR | Sara Simeoni        | 1.92 |
| 3    | AME | Debbie Brill        | 1.89 |
| 4    | USA | Louise Ritter       | 1.83 |
| 5    | URS | Nadežda Marinenko   | 1.83 |
| 6    | OCE | Chris Annison       | 1.75 |
| 7    | ASI | Tamami Yagi         | 1.75 |
| 8    | AFR | Caromella Mumbi     | 1.60 |

### Salto con l'asta
| \| Pos. \| Sq. \| Atleta \| Ris. \| \| ---- \| --- \| --------------------- \| ---- \| \| 1 \| USA \| Mike Tully \| 5.60 \| \| 2 \| EUR \| Władysław Kozakiewicz \| 5.55 \| \| 3 \| DDR \| Axel Weber \| 5.30 \| \| 4 \| OCE \| Don Baird \| 5.20 \| \| 5 \| ASI \| Itsuo Takanezawa \| 5.10 \| \| 6 \| RFA \| Günther Lohre \| 5.10 \| \| 7 \| AME \| Bruce Simpson \| 4.90 \| \| \| AFR \| Kaddour Rahal \| NH \| |     |                       |      |
| Pos. | Sq. | Atleta                | Ris. |
| 1 | USA | Mike Tully            | 5.60 |
| 2 | EUR | Władysław Kozakiewicz | 5.55 |
| 3 | DDR | Axel Weber            | 5.30 |
| 4 | OCE | Don Baird             | 5.20 |
| 5 | ASI | Itsuo Takanezawa      | 5.10 |
| 6 | RFA | Günther Lohre         | 5.10 |
| 7 | AME | Bruce Simpson         | 4.90 |
| | AFR | Kaddour Rahal         | NH   |

### Salto in lungo
| Pos. | Sq. | Atleta             | Ris. |
| ---- | --- | ------------------ | ---- |
| 1    | USA | Arnie Robinson     | 8.19 |
| 2    | RFA | Hans Baumgartner   | 7.96 |
| 3    | AFR | Charlton Ehizuelen | 7.89 |
| 4    | EUR | Nenad Stekić       | 7.79 |
| 5    | DDR | Frank Wartenberg   | 7.79 |
| 6    | ASI | Junichi Usui       | 7.68 |
| 7    | OCE | Kerry Hill         | 7.18 |
| 8    | AME | David Giralt       | 6.77 |

| Pos. | Sq. | Atleta            | Ris. |
| ---- | --- | ----------------- | ---- |
| 1    | OCE | Lyn Jacenko       | 6.54 |
| 2    | EUR | Jarmila Nygrýnová | 6.48 |
| 3    | URS | Tat'jana Skačko   | 6.48 |
| 4    | DDR | Brigitte Kunzel   | 6.42 |
| 5    | ASI | Sumie Awara       | 6.23 |
| 6    | AFR | Modupe Oshikoya   | 6.15 |
| 7    | USA | Jane Frederick    | 6.13 |
| 8    | AME | Shonel Ferguson   | 6.11 |

### Salto triplo
| \| Pos. \| Sq. \| Atleta \| Ris. \| \| ---- \| --- \| ----------------------- \| ----- \| \| 1 \| AME \| João Carlos de Oliveira \| 16.68 \| \| 2 \| EUR \| Anatolij Piskulin \| 16.61 \| \| 3 \| DDR \| Klaus Hufnagel \| 16.43 \| \| 4 \| AFR \| Charlton Ehizuelen \| 16.31 \| \| 5 \| USA \| Milan Tiff \| 16.24 \| \| 6 \| RFA \| Wolfgang Kolmesee \| 16.24 \| \| 7 \| ASI \| Toshiaki Inoue \| 15.89 \| \| 8 \| OCE \| Don Commons \| 14.70 \| |     |                         |       |
| Pos. | Sq. | Atleta                  | Ris.  |
| 1 | AME | João Carlos de Oliveira | 16.68 |
| 2 | EUR | Anatolij Piskulin       | 16.61 |
| 3 | DDR | Klaus Hufnagel          | 16.43 |
| 4 | AFR | Charlton Ehizuelen      | 16.31 |
| 5 | USA | Milan Tiff              | 16.24 |
| 6 | RFA | Wolfgang Kolmesee       | 16.24 |
| 7 | ASI | Toshiaki Inoue          | 15.89 |
| 8 | OCE | Don Commons             | 14.70 |

### Getto del peso
| Pos. | Sq. | Atleta           | Ris.  |
| ---- | --- | ---------------- | ----- |
| 1    | DDR | Udo Beyer        | 21.74 |
| 2    | EUR | Reijo Ståhlberg  | 20.46 |
| 3    | RFA | Ralf Reichenbach | 19.97 |
| 4    | USA | Terry Albritton  | 19.85 |
| 5    | AME | Bruno Pauletto   | 18.30 |
| 6    | AFR | Emad Fayez       | 17.46 |
| 7    | ASI | Bahadur Singh    | 17.43 |
| 8    | OCE | Keith Falla      | 15.92 |

| Pos. | Sq. | Atleta               | Ris.  |
| ---- | --- | -------------------- | ----- |
| 1    | EUR | Helena Fibingerová   | 20.63 |
| 2    | URS | Svetlana Kračevskaja | 20.39 |
| 3    | USA | Maren Seidler        | 15.50 |
| 4    | AME | Lucette Moreau       | 15.16 |
| 5    | OCE | Barbara Beable       | 15.02 |
| 6    | ASI | Park Ok-Ja           | 14.60 |
| 7    | AFR | Nnenna Njoku         | 12.43 |
|      | DDR | Ilona Slupianek      | DQ    |

### Lancio del disco
| Pos. | Sq. | Atleta           | Ris.  |
| ---- | --- | ---------------- | ----- |
| 1    | DDR | Wolfgang Schmidt | 67.14 |
| 2    | USA | Mac Wilkins      | 66.64 |
| 3    | RFA | Hein-Direck Neu  | 62.64 |
| 4    | EUR | Markku Tuokko    | 61.36 |
| 5    | AME | Julián Morrison  | 58.98 |
| 6    | ASI | Praveen Kumar    | 53.24 |
| 7    | OCE | Robin Tait       | 52.90 |
| 8    | AFR | Tarwat Said      | 45.12 |

| Pos. | Sq. | Atleta          | Ris.  |
| ---- | --- | --------------- | ----- |
| 1    | URS | Faina Mel'nik   | 68.10 |
| 2    | EUR | Argentina Menis | 63.38 |
| 3    | DDR | Sabine Engel    | 63.13 |
| 4    | AME | Lucette Moreau  | 54.52 |
| 5    | USA | Lynne Winbigler | 53.16 |
| 6    | OCE | Gael Mulhall    | 50.66 |
| 7    | ASI | Park Ok-Ja      | 45.68 |
| 8    | AFR | Fethia Jerbi    | 44.58 |

### Lancio del martello
| \| Pos. \| Sq. \| Atleta \| Ris. \| \| ---- \| --- \| ---------------- \| ----- \| \| 1 \| RFA \| Karl-Hans Riehm \| 75.64 \| \| 2 \| DDR \| Jochen Sachse \| 75.40 \| \| 3 \| OCE \| Peter Farmer \| 73.92 \| \| 4 \| EUR \| Jurij Sedych \| 72.20 \| \| 5 \| AME \| Scott Neilson \| 67.18 \| \| 6 \| USA \| Emmitt Berry \| 63.16 \| \| 7 \| ASI \| No Kyung-Yul \| 57.88 \| \| 8 \| AFR \| Youssef Ben Abid \| 49.88 \| |     |                  |       |
| Pos. | Sq. | Atleta           | Ris.  |
| 1 | RFA | Karl-Hans Riehm  | 75.64 |
| 2 | DDR | Jochen Sachse    | 75.40 |
| 3 | OCE | Peter Farmer     | 73.92 |
| 4 | EUR | Jurij Sedych     | 72.20 |
| 5 | AME | Scott Neilson    | 67.18 |
| 6 | USA | Emmitt Berry     | 63.16 |
| 7 | ASI | No Kyung-Yul     | 57.88 |
| 8 | AFR | Youssef Ben Abid | 49.88 |

### Lancio del giavellotto
| Pos. | Sq. | Atleta           | Ris.  |
| ---- | --- | ---------------- | ----- |
| 1    | RFA | Michael Wessing  | 87.46 |
| 2    | DDR | Wolfgang Hanisch | 84.28 |
| 3    | EUR | Miklós Németh    | 80.82 |
| 4    | USA | Rod Ewaliko      | 77.26 |
| 5    | AME | Juan Jarvis      | 77.06 |
| 6    | OCE | Michael O'Rourke | 74.46 |
| 7    | AFR | Ali Memmi        | 70.48 |
| 8    | ASI | Mohammed Munir   | 69.54 |

| Pos. | Sq. | Atleta            | Ris.     |
| ---- | --- | ----------------- | -------- |
| 1    | DDR | Ruth Fuchs        | 62.36    |
| 2    | URS | Nadežda Jakubovič | 62.02    |
| 3    | EUR | Tessa Sanderson   | 60.30    |
| 4    | USA | Kate Schmidt      | 59.46    |
| 5    | ASI | Emiko Myokai      | 55.42    |
| 6    | AFR | Agnès Tchuinté    | 53.70 AR |
| 7    | OCE | Pam Matthews      | 51.14    |
| 8    | AME | Marli dos Santos  | 46.52    |

### Staffetta 4 x 100
| Pos. | Sq. | Atleta                                                                 | Ris.     |
| ---- | --- | ---------------------------------------------------------------------- | -------- |
| 1    | USA | Bill Collins, Steve Riddick, Cliff Wiley, Steve Williams               | 38.03 WR |
| 2    | DDR | Manfred Kokot, Eugen Ray, Detlef Kübeck, Alexander Thieme              | 38.57    |
| 3    | AME | Rui da Silva, Silvio Leonard, Don Quarrie, Osvaldo Lara                | 38.56    |
| 4    | EUR | Aleksandr Aksinin, Nikolaj Kolesnikov, Jurij Silov, Valerij Borzov     | 39.05    |
| 5    | RFA | Werner Bastians, Bernd Sattler, Dieter Steinmann, Michael Gruse        | 39.20    |
| 6    | AFR | Samson Oyeledon, Théophile Nkounkou, Amadou Meité, Momar N'Dao         | 39.74    |
| 7    | OCE | Paul Narracott, Barry Besanko, Gary Henley-Smith, Colin McQueen        | 40.08    |
| 8    | ASI | Anat Ratanapol, Suchart Chairsuvaparb, Ok Sein-Jin, Farhan Al-Roumaihi | 41.09    |

| Pos. | Sq. | Atleta                                                                   | Ris.  |
| ---- | --- | ------------------------------------------------------------------------ | ----- |
| 1    | EUR | Elvira Possekel, Andrea Lynch, Annegret Richter, Sonia Lannaman          | 42.51 |
| 2    | DDR | Monika Hamann, Romy Schneider, Ingrid Brestrich, Marlies Oelsner         | 42.65 |
| 3    | URS | Vera Anisimova, Ljudmila Maslakova, Marina Sidorova, Ljudmila Storožkova | 42.91 |
| 4    | AME | Lilieth Hodges, Silvia Chivás, Patty Loverock, Jackie Pusey              | 42.95 |
| 5    | OCE | Wendy Brown, Raelene Boyle, Barbara Wilson, Debbie Wells                 | 44.20 |
| 6    | AFR | Eno Ekpo, Nazaeli Kyomo, Fatou Cissokho, Uti Ufon-Uko                    | 46.67 |
| 7    | ASI | Carolina Rieuwpassa, Marina Chin Leng Sim, Emiko Konishi, Lee Eun-Ja     | 47.40 |
|      | USA | Renaye Bowen, Pam Jiles, Rosalyn Bryant, Evelyn Ashford                  | DNF   |

### Staffetta 4 x 400
| Pos. | Sq. | Atleta                                                                   | Ris.    |
| ---- | --- | ------------------------------------------------------------------------ | ------- |
| 1    | RFA | Lothar Krieg, Franz-Peter Hofmeister, Harald Schmid, Bernd Herrmann      | 3:01.24 |
| 2    | EUR | Josip Alebić, Francis Demarthon, David Jenkins, Ryszard Podlas           | 3:02.47 |
| 3    | AME | Delmo da Silva, Fred Sowerby, Brian Saunders, Alberto Juantorena         | 3:02.77 |
| 4    | DDR | Reinhard Kokot, Olaf Beyer, Gunter Arnold, Volker Beck                   | 3:03.91 |
| 5    | AFR | Degnan Kablan, Samson Kebenei, Dele Udo, Felix Imadiyi                   | 3:04.28 |
| 6    | OCE | John Higham, Rick Mitchell, Anthony Hodgins, Steve Erkkila               | 3:06.3  |
| 7    | ASI | Ku Boon-Chil, Mohammed-Reza Entezari, Wang Lung-Hu, Uday Khrishna Pradhu | 3:10.9  |
|      | USA | Stanley Vinson, Thomas Andrews, Edwin Moses, Maxie Parks                 | DNF     |

| Pos. | Sq. | Atleta                                                                     | Ris.    |
| ---- | --- | -------------------------------------------------------------------------- | ------- |
| 1    | DDR | Bettina Popp, Barbara Krug, Christine Brehmer, Marita Koch                 | 3:24.04 |
| 2    | EUR | Rita Bottiglieri, Donna Hartley, Dagmar Furhmann, Irena Szewińska          | 3:25.8  |
| 3    | URS | Ljudmila Aksënova, Natal'ja Sokolova, Tat'jana Proročenko, Marina Sidorova | 3:27.0  |
| 4    | OCE | Marian Fisher, Verna Burnard, Bethanie Nail, Christine Dale                | 3:30.5  |
| 5    | AME | Joyce Yakubowich, Jackie Pusey, Helen Blake, Aurelia Pentón                | 3:31.0  |
| 6    | USA | Sharon Dabney, Pam Jiles, Kim Thomas, Rosalyn Bryant                       | 3:33.0  |
| 7    | AFR | Ruth Kyalisima, Marième Boye, Tekla Chemabwai, Ruth Waithera               | 3:36.3  |
| 8    | ASI | Lai Lee-Chiao, Keiko Nagasawa, Carolina Rieuwpassa, Than Than              | 3:53.8  |

## Classifiche
| Pos. | Squadra        | Punti |
| ---- | -------------- | ----- |
| 1    | Germania Est   | 127   |
| 2    | Stati Uniti    | 120   |
| 3    | Germania Ovest | 112   |
| 4    | Europa         | 111   |
| 5    | Americhe       | 92    |
| 6    | Africa         | 78    |
| 7    | Oceania        | 48    |
| 8    | Asia           | 44    |

| Pos. | Squadra          | Punti |
| ---- | ---------------- | ----- |
| 1    | Europa           | 109   |
| 2    | Germania Est     | 93    |
| 3    | Unione Sovietica | 90    |
| 4    | Stati Uniti      | 60    |
| 5    | Americhe         | 56    |
| 6    | Oceania          | 46    |
| 7    | Africa           | 32    |
| 8    | Asia             | 30    |